# Iouri Borisikhine
Iouri Sergueïevitch Borisikhine (en russe Ю́рий Серге́евич Бориси́хин), né le 30 janvier 1944 à Koptélovo et mort le 25 avril 2015 à Iekaterinbourg,, est un explorateur et journaliste russe,.

## Biographie
Il est diplômé en 1961 de l'école secondaire Koptelovsky. À partir de 1969, après avoir obtenu son diplôme de la Faculté de journalisme de l'Université d'État de l'Oural, il travaillé pour le journal Krasny Boets, le magazine Ural Niva et le journal régional Uralsky Rabochiy. En 1976, il devient chef du département de journalisme du magazine Uralsky Pathfinder et participe à plusieurs expéditions dans les montagnes de l'Oural subpolaire. Au cours de l'expédition de 1979, en tant que premier grimpeur de l'un des plus hauts sommets sans nom de l'Oural subpolaire, il reçoit l'autorisation de lui donner un nom, et le sommet prend ainsi celui de Ural Pathfinder,.
En 1982-1983, il devient membre de l'expédition polaire transcontinentale du journal Soviet Russia. Les voyageurs parcourent une longueur d'environ 10 000 km, se déplaçant avec des chiens de traineaux vers l'ouest le long de la côte arctique de la Russie, de Ouelen à Mourmansk. L'expédition dure huit mois, dont trois dans les conditions de la nuit polaire. Les membres de l'expédition n'utilisent pas de tentes pour les nuitées, mais dorment avec les chiens en plein air, creusant, si possible, la neige. Cette expédition polaire, dédiée au 60e anniversaire de la formation de l'URSS, est unique par la longueur de son parcours et la conjonction de facteurs environnementaux défavorables aux voyageurs.
Borisikhin y occupe la fonction de correspondant du journal Ural Pathfinder. Il est chargé de filmer et de rédiger des rapports sur l'avancement de l'expédition. Les autres membres de l'expédition sont Sergueï Soloviov (chef), Pavel Smoline (géophysicien),Vladimir Karpov (opérateur radio), Vladimir Rybine (médecin) et Philippe Ardeïev (musher),.
En plus du détachement de route de six personnes, l'expédition compte également deux détachements auxiliaires de trois personnes chacun, qui n'ont pas participé à la transition elle-même, mais ont maintenu un contact radio avec le détachement principal et assuré la préparation de la nourriture dans les camps de base de l'expédition.
Après la fin de l'expédition, Iouri Borisikhine décide d'organiser une nouvelle expédition, appelée Frontiers. Au cours de cette expédition pluriannuelle, qui commence en 1986, il devient la seule personne de l'histoire à avoir contourné l'ensemble du territoire de l'Union soviétique le long du périmètre de ses frontières.
L'une des étapes de cette expédition est une ascension en chiens de traîneau du Pic Lénine en 1990,. Cette ascension, organisée par Borisikhin, est répertoriée dans le livre Guinness des records comme la première expédition de chiens de traîneau au monde à atteindre une hauteur de 6 400 mètres. L'expédition comprend également Pavel Smolin et Vladimir Rybin ainsi que dix-huit habitants de Sverdlovsk.
Le 13 juillet 1990, quelques jours avant l'arrivée de leur expédition avec des huskies polaires dans le Pamir, s'y déroule l'incident le plus tragique de l'histoire de l'alpinisme soviétique. À la suite du tremblement de terre, un puissant effondrement de neige et de glace est descendu du versant nord du pic Lénine, qui a démoli le camp de tentes no 2 à une altitude de 5 300 mètres, entraînant la mort de 43 alpinistes. Arrivés sur place, les membres de l'expédition Borisikhine ont immédiatement offert leur aide pour rechercher les victimes à l'aide de leurs chiens, mais leur aide n'était plus nécessaire. Les membres de l'expédition ont érigé une croix commémorative près du site de la tragédie.
L'expédition Borisikhine a établi son camp de base à une altitude de 3 600 mètres et le reste des camps à 4 200 m, 5 300 m et 6 100 m. Cependant, dans cette expédition, les voyageurs ont dû surmonter de nombreuses difficultés. Dès le premier jour, Smolin a développé le mal de l'altitude. Lors de l'ascension vers le camp à 6 100 m, les grimpeurs sont tombés dans une zone de neige épaisse recouverte d'une fine couche de croûte et les traîneaux se sont fermement enfoncés dans la neige. Dans les conditions de la tempête de neige à venir, les grimpeurs ont dû traîner manuellement l'équipement du traîneau au camp supérieur.
Le 20 août, les grimpeurs déterrent les traîneaux enneigés, attèlent à nouveau les chiens et poursuivent leur ascension. Ils ont réussi à atteindre 6 400 mètres, mais en raison de l'état de santé de Smoline, décident de ne pas continuer. Néanmoins, les grimpeurs ont réussi à dépasser le précédent record d'escalade, établi avant leur expédition par des grimpeurs français, qui ont escaladé, avec un attelage de quatre chiens, au sommet du Razdelnaya (6 138 mètres).
En 1987, Iouri Borisikhine fonde l'un des premiers clubs UNESCO en URSS, nommé - comme son expédition le long des frontières de l'URSS - Frontières. À partir de 1991, il dirigea l'Association de l'Oural des clubs UNESCO, qui réunit 28 clubs UNESCO de la région et travaille dans le cadre de l'Association soviétique des clubs UNESCO. Après l'effondrement de l'Union soviétique, en 1992, l'association devient l'une des fondatrice de la Fédération russe des clubs UNESCO (KYUROS). Par la suite, sous la direction de Borisikhine, l'association est réorganisée en Fédération Ouralo-Sibérienne de l'UNESCO. De nos jours, elle compte environ 150 clubs UNESCO. À partir de 1994, il est également directeur général du Centre Oural-Sibérien pour l'UNESCO.
Du 8 au 13 juillet 1999, le 5e Congrès de la Fédération mondiale des associations, centres et clubs de l'UNESCO a lieu à Iekaterinbourg. Cette fédération, fondée en 1981 et dont le siège est à Paris, regroupe environ 3 700 Clubs UNESCO dans 85 pays. Le congrès est organisé par l'Association de l'Oural des clubs UNESCO, dirigée par Iouri Borisikhine, en collaboration avec l'administration de la ville d'Iekaterinbourg. Des délégués de 71 pays du monde y participent et il devient le premier grand événement international de l'histoire de la capitale de l'Oural. En 2003, Borisikhine est élu trésorier de la Fédération mondiale des associations, centres et clubs de l'UNESCO,.
Il meurt le 25 avril 2015 et est inhumé dans son village natal,,.